# Ноймаркт-ин-дер-Оберпфальц
Ноймаркт-ин-дер-Оберпфальц (нем. Neumarkt in der Oberpfalz) — город и городская община в Германии, районный центр, расположен в земле Бавария.
Подчинён административному округу Верхний Пфальц. Является административным центром района Ноймаркт-Верхний-Пфальц. Население составляет 39 163 человека (на 31 декабря 2010 года). Занимает площадь 79,03 км². Официальный код — 09 3 73 147.
Город подразделяется на 45 городских районов.

## Население
По оценке на 31 декабря 2015 года население общины Ноймаркт-ин-дер-Оберпфальц составляет 39 333 чел. 

| Дата      | 1840 | 1871 | 1900 | 1925  | 1939  | 1950  | 1961  | 1970  | 1987  | 2011  |
| --------- | ---- | ---- | ---- | ----- | ----- | ----- | ----- | ----- | ----- | ----- |
| Население | 6676 | 6714 | 8365 | 10467 | 13470 | 16556 | 22320 | 27395 | 32924 | 38362 |

| Год       | 1960  | 1970  | 1980  | 1990  | 2000  | 2009  | 2010  | 2011  | 2012  | 2013  | 2014  | 2015  |
| --------- | ----- | ----- | ----- | ----- | ----- | ----- | ----- | ----- | ----- | ----- | ----- | ----- |
| Население | 21734 | 27657 | 30505 | 35551 | 39307 | 39195 | 39163 | 38356 | 38355 | 38477 | 38800 | 39333 |

## Города-побратимы
- Исуар (Франция, с 1971)

## Достопримечательности
- Замок Вольфштайн

## Фотогалерея

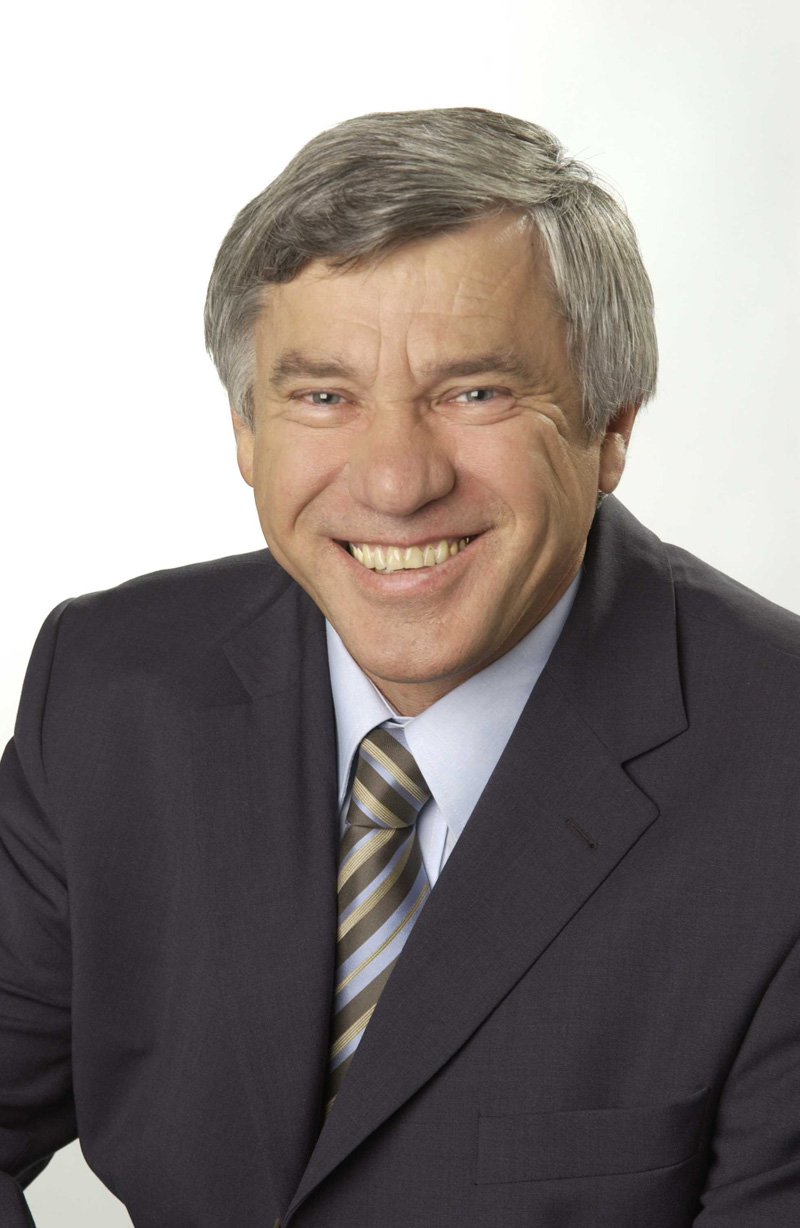
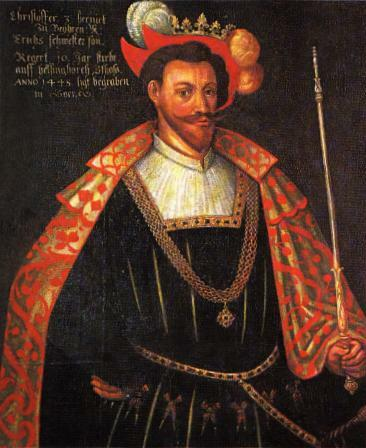
Кристофер III Баварский

## Известные уроженцы
- Матиас Фабер (1587-1653), религиозный писатель, иезуит, католический священник.